# メルセデス・F1 W09 EQ Power+
メルセデス・F1 W09 EQ Power+ (Mercedes F1 W09 EQ Power+) は、メルセデスが2018年のF1世界選手権参戦用に開発したフォーミュラ1カーである。
通称は「W09」、正式名称は「メルセデスAMG F1 W09 EQ Power+ (Mercedes-AMG F1 W09 EQ Power+)」。

## 概要
2018年2月22日にシルバーストン・サーキットで正式発表された。
前年のW08で悩まされた「ディーバ」と呼ばれるロングホイールベースと浅いレーキ角のコンセプトは継続され、突起のないノーズ先端もW08と同様である。一方、サイドポンツーンのリア部分が大きく絞り込まれており、サイドミラー周辺にはフェアリングを施し、本年から「Halo」の装着が義務付けられたコックピット周りの空力が意識された。リアウイングの下部には本年のトレンドアイテム「ギアボックスウイング」が搭載されている。

## 2018年シーズン
ドライバーはルイス・ハミルトンとバルテリ・ボッタスのまま変更なし。
開幕戦オーストラリアGPは前年と同じく、ハミルトンのポールポジションでフェラーリのセバスチャン・ベッテルに逆転勝利を許した。第2戦バーレーンGPはベッテル、第3戦中国GPはレッドブルのダニエル・リカルドの優勝となりタイトル争いの主導権を握ることに失敗した。第4戦アゼルバイジャンGPでボッタスはフィニッシュ目前のタイヤバーストで優勝を逃すが、2位にいたハミルトンがそのまま逃げ切りシーズン初勝利。第5戦スペインGPでは、ハミルトンのポール・トゥ・ウィンかつワン・ツー・フィニッシュを果たした。だが、第6戦モナコGPはリカルド、第7戦カナダGPではベッテルの優勝に終わった。一方でハミルトンは表彰台を含む連続入賞は続いており、パワーユニット(PU)のアップグレードを行った第8戦フランスGPはハミルトンが完勝。だが、第9戦オーストリアGPではフロントローを独占するも、マシントラブルでまさかのダブルリタイアを喫し、事実上今季初のリタイアとなった。ハミルトンの母国GP5連勝がかかった第10戦イギリスGPでハミルトンはポールポジションを獲得したが、スタートミスの後キミ・ライコネンと接触して最後尾まで順位を落としたものの2位まで挽回。ボッタスは1ストップ作戦により一時トップに立ったが、ベッテルに逆転勝利を許した。ここまでは苦戦したと称された前年よりさらに苦戦気味だった。
2014年にV6ターボのパワーユニット導入後、圧倒的な強さを誇ってきたメルセデスだが、チームとしては2018年仕様のタイヤに苦戦しているからと考えている。
また、ハミルトンも合同テストではマシンに好感触を覚えていたが、タイヤマネジメントの難しさに一抹の不安を覚えていた。第4戦終了時のインタビューでパフォーマンスの不安定さの主因は、タイヤの性能を十分に引き出せていないからだと考えており、ボッタスも第5戦のフリー走行時、タイヤの扱いが難しいと感じている。今シーズンそれが目立っている理由として、パット・シモンズは、チームは過去にもあったタイヤマネジメントの問題を2014年以降はエンジンの優位性でカバーしてきたが、今シーズンは優位性が去年より小さくなったためその影響が大きく表れていると考えている。
しかし、ここからはベッテルの度重なるドライビングミスやフェラーリ陣営の戦略ミスにも助けられたものの、チーム力の高さを見せつけるようになる。第11戦ドイツGPはトップを独走していたベッテルがレース後半の雨で自滅し、14番手スタートのハミルトンが優勝を果たし、ボッタスも2位につけてホームグランプリでワン・ツー・フィニッシュを果たした。さらにハミルトンは続く第12戦ハンガリーGPでも勝利を収めた。第13戦ベルギーGPでは1周目にハミルトンがベッテルの先行を許すとそのまま逃げ切られたが、第14戦イタリアGPはフェラーリ勢にフロントローを独占されたものの、ベッテルがハミルトンに接触して順位を落としタイヤ戦略やボッタスのアシストによりハミルトンがライコネンを逆転した。マシンの特性上不利と見られた第15戦シンガポールGPでもハミルトンがポール・トゥ・ウィンを飾った。第16戦ロシアGPと第17戦日本GPではフロントローを独占し、ともにハミルトンが制した上にワン・ツー・フィニッシュで完勝し、ベッテル及びフェラーリに決定的な差を付けた。
スポークのホイール中心側に多くの開口部が設けられ、リムの外周付近には突起のようなものが存在する複雑な形状のリアホイールを後半戦が始まるベルギーGPから投入した。これによってブレーキの排熱を効果的に行えるようになり、タイヤがオーバーヒートしにくくなった。フェラーリはスポークの中心の隙間から出る空気が空力に影響を与えているのではないかという疑問を持っていたが、ホイールの隙間は冷却のための隙間とFIAは判断しており、空力可動物には当たらないとしていた。しかし、フェラーリはリアホイールの合法性を疑問視し、アメリカGPのレース後に公式に抗議を提出する構えを見せたため、同GPはリムのデザインを一部修正したものを使用した。このため、2台ともオーバーヒートに悩まされブリスターが発生してしまい、ハミルトンはライコネンに逆転され3位でフィニッシュしたためチャンピオンを決められず、ボッタスも5位に終わった。レース後、メルセデスは改めてリアホイールの合法性をFIAに要請し、翌週のメキシコGPで合法と認められたため、同GPから新形状のリアホイールの使用を再開した。
しかし、同GPでもタイヤに苦しみハミルトンは4位、ボッタスは1周遅れの5位に終わったが、ハミルトンのドライバーズチャンピオン連覇が決定した。続く第20戦ブラジルGPもタイヤのブリスターに悩まされ、ハミルトン・ボッタス共にマックス・フェルスタッペンにオーバーテイクされた。しかし、その後フェルスタッペンがエステバン・オコンとの接触で後退したことでハミルトンがポール・トゥ・ウィンを飾り、5年連続のコンストラクターズチャンピオンを決めると共に5年連続のダブルタイトルを達成した。ハミルトンは最終戦アブダビGPもポール・トゥ・ウィンで連勝して貫禄を見せたが、ボッタスはファステストラップは同シーズン最多となる7回を記録したものの、ロシアGPでのチームオーダーも響いて未勝利のままシーズンを終えドライバーズランキング5位に沈んだ。

## スペック

### シャシー
- シャシー名：F1 W09 EQ Power+
- シャシー構造：カーボンファイバー/ハニカムコンポジット複合構造モノコック
- ボディワーク：カーボンファイバーコンポジット/エンジンカバー、サイドポッド、フロア、ノーズ、フロントウイング、リアウイング
- コクピット：OMPレーシング 6点式セーフティベルト、ハンスシステム
- 安全構造：コクピット・サバイバルシェル/耐衝撃構造＆進入防止パネル、フロント/サイド/リア インパクトストラクチャー、フロント&リア ロールストラクチャー
- フロントサスペンション：カーボンファイバー製ダブルウィッシュボーン、プッシュロッド式トーションバー&ロッカー
- リアサスペンション：カーボンファイバー製ダブルウィッシュボーン、プルロッド式トーションバー&ロッカー
- ホイール O・Z：マグネシウム製
- タイヤ：ピレリ
- ブレーキシステム：カーボン・インダストリー カーボンディスク&パッド、リア・ブレーキ・バイ・ワイヤ
- ブレーキキャリパー：ブレンボ
- ステアリング：パワーアシスト ラック・アンド・ピニオン
- ステアリング・ホイール：カーボンファイバー製
- エレクトロニクス：FIA（MES） スタンダードECU
- 計器：MES
- 燃料システム：ATL製ケブラー強化ゴムタンク
- 潤滑油：ペトロナス Tutela

### トランスミッション
- ギアボックス：8速+リバース、カーボンファイバー製メインケース
- ギアセレクション：セミオートマチック・シーケンシャル（油圧式）
- クラッチ：カーボンプレート

### サイズ
- 全長：5,000mm以上
- 全幅：2,000mm
- 全高：950mm
- 重量：733kg（冷却水、潤滑油、ドライバーを含む）

### パワーユニット構成
- 型式：メルセデスAMG F1 M09 EQ Power+
- 重量：145kg
- パワーユニット構成：内燃機関/エンジン（ICE）、モーター・ジェネレーター・ユニット・キネティック（MGU-K）、モーター・ジェネレーター・ユニット・ヒート（MGU-H）、ターボチャージャー（TC）、エナジーストア（ES）、電子制御（CE）

### 内燃エンジン(ICE)
- 排気量：1,600cc
- 気筒数・角度：V型6気筒・90度
- バルブ数：24
- 最高回転数：15,000rpm(レギュレーションで規定)
- 最大燃料流量：100kg/h（10,500rpm以上）
- 燃料噴射方式：高圧縮直噴（1つの噴射機/シリンダーあたり最大500バール）
- 過給機：同軸単段コンプレッサー、排気タービン
- エキゾーストタービン最大回転数：125,000rpm

### ERS（エネルギー回生装置）
- 構成：電気モーター・ジェネレーター・ユニットを介した統合ハイブリッドエネルギー回生
- エナジーストア：リチウムイオンバッテリー（規定重量の20kg）
- 最大エネルギー蓄積量：4MJ
- MGU-K
  - 最高回転数：50,000rpm
  - 最大出力：120kW（161bhp）
  - エネルギー回収：2MJ
  - エネルギー放出：4MJ（フルパワー時で3.3秒）
- MGU-H
  - 回転数：125,000rpm
  - 最大出力：無制限
  - 最大エネルギー回生：無制限（1周あたり）
  - 最大エネルギー放出量：無制限（1周あたり）

### 燃料&潤滑油
- 燃料：ペトロナス Primax
- 潤滑油：ペトロナス Syntium
- 機能性流体：ペトロナス Tutela トランスミッション、ハイドロリック、ERS冷却用流体

## 記録
| 年   | No. | ドライバー | 1   | 2   | 3   | 4   | 5   | 6   | 7   | 8   | 9   | 10  | 11  | 12  | 13  | 14  | 15  | 16  | 17  | 18  | 19  | 20  | 21  | ポイント | ランキング |
| 年   | No. | ドライバー | AUS | BHR | CHN | AZE | ESP | MON | CAN | FRA | AUT | GBR | GER | HUN | BEL | ITA | SIN | RUS | JPN | USA | MEX | BRA | ABU | ポイント | ランキング |
| ---- | --- | ---------- | --- | --- | --- | --- | --- | --- | --- | --- | --- | --- | --- | --- | --- | --- | --- | --- | --- | --- | --- | --- | --- | -------- | ---------- |
| 2018 | 44  | ハミルトン | 2   | 3   | 4   | 1   | 1   | 3   | 5   | 1   | Ret | 2   | 1   | 1   | 2   | 1   | 1   | 1   | 1   | 3   | 4   | 1   | 1   | 655      | 1位        |
| 2018 | 77  | ボッタス   | 8   | 2   | 2   | 14† | 2   | 5   | 2   | 7   | Ret | 4   | 2   | 5   | 4   | 3   | 4   | 2   | 2   | 5   | 5   | 5   | 5   | 655      | 1位        |

- 太字はポールポジション、斜字はファステストラップ（key）
- † 印はリタイアだが、90%以上の距離を走行したため規定により完走扱い。